# Большой Сом (река)
Большой Сом — река в России, протекает по Соликамскому району Пермского края. Устье реки находится в 213 км от устья Глухой Вильвы по правому берегу. Длина реки составляет 11 км.
Исток реки в отрогах Северного Урала в 12 км к юго-востоку от посёлка Сим. Река течёт на юг и юго-восток по ненаселённой местности, среди холмов, покрытых елово-берёзовой тайгой. Впадает в Глухую Вильву у нежилого посёлка Большой Сом.

## Данные водного реестра
По данным государственного водного реестра России относится к Камскому бассейновому округу, водохозяйственный участок реки — Кама от водомерного поста у села Бондюг до города Березники, речной подбассейн реки — бассейны притоков Камы до впадения Белой. Речной бассейн реки — Кама.
Код объекта в государственном водном реестре — 10010100212111100005348.